# Farschweiler

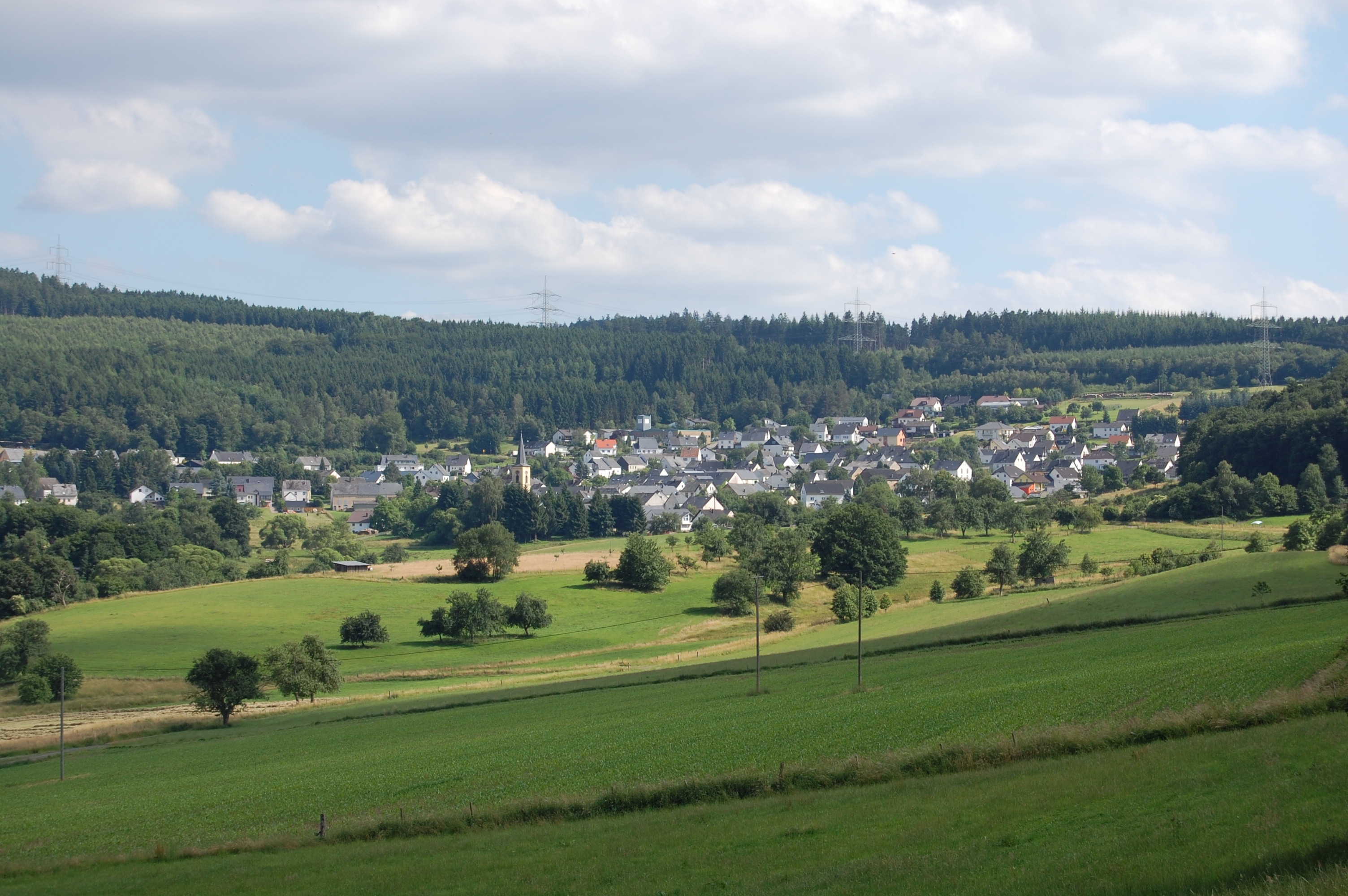
Farschweiler, im Hintergrund der Osburger Hochwald

Farschweiler (moselfränkisch: Foaschweila [fɔɐʃvaɪ̯lɐ]) ist eine Ortsgemeinde im Landkreis Trier-Saarburg in Rheinland-Pfalz. Sie gehört der Verbandsgemeinde Ruwer an, die ihren Verwaltungssitz in Waldrach hat.

## Geographie
Zwischen den Städten Trier und Hermeskeil liegt Farschweiler im Wiesengrund eines flach auslaufenden Seitenarms des Feller Baches am nordwestlichen Rande des Osburger Hochwaldes, einem Teil der Mittelgebirgsregion Hunsrück und am Rande des Naturparks Saar-Hunsrück.
Zu Farschweiler gehören auch die Wohnplätze Backeshof, Birkenhof, Forsthaus Farschweiler und Klostermühle (Gehrensmühle).
Umliegende Gemeinden sind Herl, Lorscheid, Beuren, Osburg und Thomm.

## Geschichte
Der Ort entstand wohl in der merowingischen Ausbauperiode (600 – 750). Zwischen 1190 und 1200 taucht er erstmals als Varneswilre im Trierer Stadtrecht auf. Über Fairßwyler (1468) und Farsweiler (1784) bildete sich die aktuelle Schreibweise heraus.  Die heutige romanische Kirche stammt aus dem Jahre 1788. Sie wurde 1844 mit einem zweiachsigen Anbau und neuem Chor und Turm erweitert.
Bis zum Ende des 18. Jahrhunderts gehörte der Ort zum kurtrierischen Amt Pfalzel. Die Inbesitznahme des Linken Rheinufers durch französische Revolutionstruppen beendete die alte Ordnung. Farschweiler wurde französisch und von 1795 bis 1814 Teil der Französischen Republik (bis 1804) und anschließend des Französischen Kaiserreichs. Der Ort war in dieser Zeit Sitz einer Mairie, die dem Kanton Hermeskeil im Arrondissement Birkenfeld des Saardepartements zugeordnet war. Nach der Niederlage Napoleons wurde die gesamte Region 1815 auf dem Wiener Kongress dem Königreich Preußen zugeordnet. Aus der französischen Mairie Farschweiler wurde 1816 die preußische Bürgermeisterei Farschweiler, die 1927 zum Amt Farschweiler umbenannt wurde.
Mit den Orten Farschweiler, Herl, Lorscheid, Osburg und Thomm kam es 1934 zum Amt Waldrach in Ruwer.
Nach dem Ersten Weltkrieg zeitweise französisch besetzt, und nach dem Zweiten Weltkrieg der französischen Besatzungszone zugeordnet, ist der Ort seit 1946 Teil des damals neu gebildeten Landes Rheinland-Pfalz.

### Bevölkerungsentwicklung
Die Entwicklung der Einwohnerzahl von Farschweiler, die Werte von 1871 bis 1987 beruhen auf Volkszählungen:
| Jahr | Einwohner |
| ---- | --------- |
| 1815 | 197       |
| 1835 | 365       |
| 1871 | 353       |
| 1905 | 417       |
| 1939 | 725       |
| 1950 | 531       |
| 1961 | 572       |

| Jahr | Einwohner |
| ---- | --------- |
| 1970 | 701       |
| 1987 | 706       |
| 1997 | 834       |
| 2005 | 740       |
| 2015 | 784       |
| 2020 | 817       |
| 2023 | 836       |

## Politik

### Gemeinderat
Der Ortsgemeinderat in Farschweiler besteht aus zwölf Ratsmitgliedern, die bei der Kommunalwahl am 9. Juni 2024 in einer personalisierten Verhältniswahl gewählt wurden, und der ehrenamtlichen Ortsbürgermeisterin als Vorsitzender.
Die Sitzverteilung im Gemeinderat:
| Wahl | WGB a             | WGJ b             | WGW c             | Gesamt   |
| ---- | ----------------- | ----------------- | ----------------- | -------- |
| 2024 | 5                 | 3                 | 4                 | 12 Sitze |
| 2019 | per Mehrheitswahl | per Mehrheitswahl | per Mehrheitswahl | 12 Sitze |
| 2014 | per Mehrheitswahl | per Mehrheitswahl | per Mehrheitswahl | 12 Sitze |

### Ortsbürgermeister
Silke Weber (früher Bigge) wurde am 2. Februar 2023 erneut Ortsbürgermeisterin von Farschweiler, nachdem sie diese Aufgabe bereits von Juli 2009 bis zum Oktober 2016 ausgeübt hatte. Da für eine am 11. Dezember 2022 angesetzte Direktwahl keine Wahlvorschläge eingereicht wurden, erfolgte die Neuwahl gemäß rheinland-pfälzischer Gemeindeordnung durch den Rat der Ortsgemeinde. Bei der Direktwahl am 9. Juni 2024 setzte Silke Weber sich mit 57,1 % gegen ihre Mitbewerberin Marion Jonas durch.
Seit 2016 hatte Marion Jonas das Amt ausgeübt. Bei der Direktwahl am 26. Mai 2019 war sie für weitere fünf Jahre in ihrem Amt bestätigt worden. Am 22. September 2022 legte sie jedoch das Ehrenamt aus persönlichen Gründen mit sofortiger Wirkung vorzeitig nieder, wodurch eine Neuwahl erforderlich wurde. Vor Webers erster Amtszeit hatte Werner Schmitt (CDU) das Amt von 1984 bis 2009 ausgeübt.

### Wappen
| Wappen von Farschweiler | Blasonierung: „In Gold eine eingeschweifte schwarze Spitze, darin wachsend eine goldene Kirche mit schwarzen Fenstern, deren Dach und Turmhelm im linken und oberen Teil der Spitze dargestellt sind; vorne ein durchgehendes rotes Kreuz, hinten eine schwarze Tanne.“ |
| Wappen von Farschweiler | Wappenbegründung: Die überörtlich bekannte Wallfahrtskirche „Mariä Heimsuchung“ ist neben dem kurtrierischen Kreuz Ausdruck der besonderen Verbundenheit der Ortsgemeinde Farschweiler mit Kirche und Staat. Die Tanne symbolisiert den Waldreichtum der Gemeinde.      |

## Kultur und Sehenswürdigkeiten
Mehrere Vereine sind in verschiedenen kulturellen und sportlichen Bereichen aktiv.
Sehenswürdigkeiten
- Kath. Kirche Mariä Heimsuchung
- Kreuzweg und Marienkapelle
- Hügelgräber
- Menhir von Farschweiler (Hinkelstein)
- Römischer Brunnen, Römische Wasserleitung
- Römerstraße
- Römischer Sarkophag beim Friedhof[15]
- Klostermühle
- Der 3,4 Kilometer lange Waldlehrpfad Walddistelpfad führt durch einen Teil des Gemeindewaldes von Farschweiler.[16]
- Römer-Keltenpfad, Traumschleife am Saar-Hunsrück-Steig (13,1 km)

## Wirtschaft und Infrastruktur
Größter Arbeitgeber des Ortes ist die 1956 gegründete Schreinerei Annen. Weitere kleine und mittlere Unternehmen sind in Farschweiler ansässig.
Örtliche Medien sind der Trierische Volksfreund, der Wochenspiegel und das Amtsblatt der VG Ruwer.
Eine öffentliche Einrichtung ist die Freiwillige Feuerwehr Farschweiler mit einem Feuerwehrhaus, die für den abwehrenden Brandschutz und die allgemeine Hilfe sorgt.
Farschweiler verfügt über ein Bürgerhaus, eine Grundschule und eine Sportanlage.
Ein Kindergarten befindet sich in Lorscheid.
Farschweiler liegt an der Kreisstraße 84, die in Richtung Herl zur Landesstraße 149 führt und in Richtung Osburg-Sternfeld zur Landesstraße 151.

## Persönlichkeiten
- Ernst Annen, Träger des Bundesverdienstkreuzes am Bande und der Ehrennadel des Landes Rheinland-Pfalz
- Alfred Wahlen (* 1958), Fußballspieler
- Helmut Wahlen (* 1964), Fußballspieler
- Andreas Becker (* 1965), Bodybuilder